# Casa Reglà
La Casa Reglà és una obra de Girona inclosa a l'Inventari del Patrimoni Arquitectònic de Catalunya.

## Descripció
És un edifici entre mitgeres de planta, tres pisos i terrat, on predomina la verticalitat per mitjà dels tres cossos de la façana amb el central més ample i avançat. Utilitza normes compositives de procedència noucentista (simetria, mesura, etc.), junt amb elements propis del llenguatge racionalista (balcons, finestres, impostes corregudes reforçant la línia horitzontal, etc.).